# Велодром Арима
Велодром Арима (енгл. Arima Velodrome) јесте велодром основан 1924. у граду Арима, у Тринидаду и Тобагу. Отворени је велодром који опслужује општину Арима и њена предграђа. Садржи травнату и бетонску површину. Од 2017. требало је да постане домаћи стадион за клуб ТТ Про лиге Норт Ест Старс.
Велодром Арима је отвореног типа, дугачак 440 метара, а подлога је бетонска. Изграђен је на месту где је стајао један од првих биоскопа на Тринидаду и Тобагу од 1906. године, Арима Савана. Државна првенства су се више пута одржавала на бициклистичкој стази. Ускршња међународна бициклистичка велика награда одржава се сваке године у марту.
Будући да стаза дуго није имала осветљење, време тренинга је било ограничено. Због тога је 2016. године у близини стадиона Ато Болдон у Куви изграђена затворена бициклистичка стаза, Национални бициклистички центар. Године 2018, после 30 година, поново је постављено светло на Велодрому Арима.
Фудбалске утакмице се играју на травњаку унутар стазе. Велодром је дом прволигашког клуба ФК Норт Ест Старс од 2017. Такође се употребљава за друге догађаје, као што је Прва недеља народног наслеђа 2014. године, догађај заједнице Индијанаца или карневалске параде.